# Chouihia
Chouihia (franska: Chouihia (CR), Chouihia (Commune Rurale), arabiska: بوغريبة) är en kommun i Marocko.   Den ligger i provinsen Berkane och regionen Oriental, i den nordöstra delen av landet, 400 km öster om huvudstaden Rabat. Antalet invånare är 12 539.